# Antasia capitata
Antasia capitata är en fjärilsart som beskrevs av Walker 1861. Antasia capitata ingår i släktet Antasia och familjen mätare. Inga underarter finns listade i Catalogue of Life.